# シャプスグ人
シャプスグ人（シャプスグじん、アディゲ語: шапсыгъ [ʃaːpsəʁ], ロシア語: шапсуги, トルコ語: Şapsığlar）とは、ロシア連邦クラスノダール地方トゥアプセ、トルコおよびイスラエルに居住するチェルケス人の一派である。

## 概要
アディゲ人（チェルケス人）の12の氏族の一つである。アディゲ語の方言であるシャプスグ方言を話す。
ロシア連邦内では、かつてチェルケシアの一部であったクラスノダール地方のトゥアプシンスキー地区トゥアプセに居住している。
カバルダ・バルカル共和国のカバルド人、アディゲ共和国のアディゲ人、カラチャイ・チェルケス共和国のチェルケス人とともに、ソビエト連邦の行政区画によって四つに分断されたチェルケス人とされる。クラスノダール地方のチェルケス人というと主にシャプスグ人のことを指し、他のチェルケス人と同じ系列言語、同じ伝統、習慣、文化を有している。
トルコやイスラエルにディアスポラがあり、クラスノダール地方よりも多くのシャプスグ人が住んでいる。チェルケス人の中では、カバルド人、アブザク人に次いで3番目に人口の多い氏族となっている。
チェルケス人の中でも西チェルケス人とされ、ナトゥカジュ人と共に黒海沿岸グループに属する。